# Камінська сільська рада (Романівський район)
Камінська сільська рада — колишня адміністративно-територіальна одиниця та орган місцевого самоврядування у Романівському (Миропільському, Дзержинському) районі Волинської округи, Вінницької й Житомирської областей з адміністративним центром у с. Камінь.

## Населені пункти
Сільській раді підпорядковані населені пункти:
- с. Камінь
- с. Химрич

## Населення
Кількість населення ради, станом на 1923 рік, становила 1 392 особи, кількість дворів — 297.
Відповідно до результатів перепису населення СРСР, кількість населення ради, станом на 12 січня 1989 року, становила 1 066 осіб.
Станом на 5 грудня 2001 року, відповідно до перепису населення України, кількість мешканців сільської ради становила 1 065 осіб.

## Склад ради
Рада складається з 16 депутатів та голови.

## Історія
Створена 1923 року в с. Камінь Романівської волості Полонського повіту Волинської губернії. 7 березня 1923 року включена до складу новоствореного Миропільського (згодом — Романівський, Дзержинський) району Житомирської (згодом — Волинська) округи.
Станом на 1 вересня 1946 року сільська рада входила до складу Дзержинського району Житомирської області, на обліку в раді перебувало с. Камінь.
2 вересня 1954 року, відповідно до рішення Житомирського облвиконкому № 1087 «Про перечислення населених пунктів в межах районів Житомирської області», до складу ради включене с. Химрич Булдичівської сільської ради. 5 березня 1959 року, відповідно до рішення Житомирського облвиконкому № 161 «Про ліквідацію та зміну адміністративно-територіального поділу окремих сільських рад області», до складу ради включено с. Гордіївка ліквідованої Гордіївської сільської ради Дзержинського району.
На 1 січня 1972 року сільська рада входила до складу Дзержинського району Житомирської області, на обліку в раді перебували села Гордіївка, Камінь та Химрич.
29 березня 1972 року, відповідно до рішення Житомирського ОВК «Про зміну адміністративного підпорядкування села Гордіївки Дзержинського району», с. Гордіївка передане до складу Печанівської сільської ради Дзержинського району. 17 січня 1977 року, відповідно до рішення Житомирського ОВК № 24 «Про питання адміністративно-територіального поділу окремих районів області», до складу ради приєднано села Булдичів та Шевченка ліквідованої Булдичівської сільської ради. 14 листопада 1991 року, відповідно до рішення Житомирської обласної ради «Про внесення змін в адміністративно-територіальний устрій окремих районів», села Булдичів та Шевченка передано до складу відновленої Булдичівської сільської ради Дзержинського району.
Виключена з облікових даних 17 липня 2020 року. Територію та населені пункти ради, відповідно до розпорядження Кабінету Міністрів України № 711-р від 12 червня 2020 року «Про визначення адміністративних центрів та затвердження територій територіальних громад Житомирської області», включено до складу Романівської селищної територіальної громади Житомирського району Житомирської області.